# Encyclia guatemalensis
Encyclia guatemalensis là một loài thực vật có hoa trong họ Lan. Loài này được (Klotzsch) Dressler & G.E.Pollard mô tả khoa học đầu tiên năm 1971.